# Walter Galpin Alcock
Walter Galpin Alcock (anglès: Sir Walter Galpin Alcock MVO)  (Edenbridge, 29 de desembre de 1861 - Salisbury, 11 de setembre de 1947) va ser un organista i compositor anglès. Va ocupar diversos càrrecs importants com a organista, actuant en les coronacions de tres monarques. També va ser professor d'òrgan al Royal College of Music de Londres.
Als 15 anys, va obtenir una beca a l'Escola Nacional de Formació per a la Música, on va estudiar composició amb Arthur Sullivan i l'òrgan amb John Stainer. Després d'una breu sèrie de petites feines, (Holy Trinity Sloane Street i St. Margaret's, Westminster), el 1893 va ser nomenat professor d'Orgue en el Royal College of Music. Va ser ajudant organista de l'Abadia de Westminster a partir de 1896 i va ser organista de les Capelles Reals des de 1902. El 1916 es va convertir en organista de la Catedral de Salisbury, on va supervisar una restauració estrictament fidel del famós òrgan del pare Willis fins i tot va arribar fins a tals dimensions que es negà a permetre que parts de l'instrument deixessin la catedral no fos cas que es produeixi una alteració tonal no autoritzada sense el seu coneixement al mateix temps que permeti algunes addicions discretes en l'estil original de l'òrgan (així com la modernització de les accions de l'òrgan) per Henry Willis III, el net del pare Willis.
Alcock va tenir l'única distinció de tocar l'òrgan a l'abadia de Westminster a les coronacions de tres reis: Eduardo VII (1902), Jordi V (1911) i Jordi VI (1937). Entre 1917 i 1924, Alcock, amb Charles Harford Lloyd, va fer malabarisme amb el càrrec de director de la Societat Madrigal, en assistir a l'envelliment de Frederick Bridge, que havia estat nomenat per al càrrec el 1875.
Alcock va ser cavaller el 1933 per serveis a la música. Era un professor destacat, el material publicat per als estudiants d'òrgans encara es considera valuós. Entre els seus notables alumnes van ser Edward Bairstow, Ralph Downes, S. Drummond Wolff i Robin Orr. Els seus hobbies incloïen la construcció d'un model de ferrocarril, on es donarien passejades als infants del cor de Salisbury. Alcock va morir a l'edat de 85 anys. El seu funeral va ser a la catedral de Salisbury.

En un homenatge obituari, Sir Thomas Armstrong va escriure sobre "els seus fonaments sòlids de bona música i tradició sonora" i va afegir:
| « | <Quina brillantor hi havia en el seu passatge: el treball! Quin foc en el seu maneig d'una Tocata de Bach! Quina mesura i clímax en la tocant la seva fuga! Era viril, apassionat, romàntic, però controlat. Aquí no hi ha cap pretensió acadèmica sobre fer-lo sonar com un instrument emasculat del segle XVIII! I als vuitanta Alcock era tot el que havia estat als cinquanta, amb una maduresa afegida i una superioritat. Va ser meravellós.> | » |

## Família
Walter Galpin Alcock era fill de Walter William Alcock i Mary Galpin. El 1871 Walter William era el superintendent de l'orfenat de la Policia Metropolitana de Fortescue House, Twickenham.
El 1893 Alcock es va casar amb Naomi Blanche Lucas. Van tenir un fill i cinc filles. La filla gran, Naomi Judith, es va casar amb Dingwall Bateson el 1922.
| Precedit per: William Creser          | Organista i Mestre dels Nens de la Capella Reial 1902-1916             | Succeït per: Charles Harford Lloyd |
| Precedit per: Charles Frederick South | Organista i Mestre dels Coristes de la Catedral de Salisbury 1916-1947 | Succeït per: David Willcocks       |